# SC Rot-Weiß Oberhausen-Rhld. 1904 1986-1987
Questa voce raccoglie le informazioni riguardanti l'SC Rot-Weiß Oberhausen-Rhld. 1904 nelle competizioni ufficiali della stagione 1986-1987.

## Stagione
Nella stagione 1986-1987 il Rot Weiss Oberhausen, allenato da János Bédl, concluse il campionato di 2. Bundesliga al 16º posto. In Coppa di Germania il Rot Weiss Oberhausen fu eliminato al primo turno dal Borussia Dortmund.

## Rosa
| N. |                     | Ruolo | Calciatore       |
| -- | ------------------- | ----- | ---------------- |
|    | Germania (bandiera) | P     | Kurt Kowarz      |
|    | Germania (bandiera) | D     | Günter Abel      |
|    | Germania (bandiera) | D     | Helmut Gorka     |
|    | Germania (bandiera) | D     | Florian Gothe    |
|    | Germania (bandiera) | D     | Ralf Loose       |
|    | Germania (bandiera) | D     | Ingo Pickenäcker |
|    | Germania (bandiera) | C     | Ulrich Bittorf   |
|    | Germania (bandiera) | C     | Bernd Bressem    |
|    | Germania (bandiera) | C     | Manfred Dubski   |
|    | Germania (bandiera) | C     | Uwe Haas         |
|    | Germania (bandiera) | C     | Ralf Hörstgen    |
|    | Germania (bandiera) | C     | Detlef Krella    |

| N. |                           | Ruolo | Calciatore          |
| -- | ------------------------- | ----- | ------------------- |
|    | Croazia (bandiera)        | C     | Mišo Krstičević     |
|    | Germania (bandiera)       | C     | Eddy Malura         |
|    | Germania (bandiera)       | C     | Ingmar Putz         |
|    | Germania (bandiera)       | C     | Günter Schlipper    |
|    | Paesi Bassi (bandiera)    | C     | Rini van Roon       |
|    | Germania (bandiera)       | A     | Rüdiger Abramczik   |
|    | Rep. del Congo (bandiera) | A     | Moke Adebe Moto     |
|    | Danimarca (bandiera)      | A     | John Andersen       |
|    | Germania (bandiera)       | A     | Matthias Baranowski |
|    | Germania (bandiera)       | A     | Dieter Dannenberg   |
|    | Germania (bandiera)       | A     | Konrad Eickels      |

## Organigramma societario
Area tecnica
- Allenatore: János Bédl
- Allenatore in seconda:
- Preparatore dei portieri:
- Preparatori atletici:

## Calciomercato

### Sessione estiva
| Acquisti | Acquisti          | Acquisti            | Acquisti |
| R.       | Nome              | da                  | Modalità |
| -------- | ----------------- | ------------------- | -------- |
| A        | John Andersen     | OKS                 |          |
| C        | Ulrich Bittorf    | Norimberga          |          |
| C        | Bernd Bressem     | Amburgo             |          |
| A        | Dieter Dannenberg | Kickers Stoccarda   |          |
| C        | Manfred Dubski    | Duisburg            |          |
| C        | Uwe Haas          | Arminia Bielefeld   |          |
| P        | Kurt Kowarz       | Vikt. Aschaffenburg |          |
| D        | Ralf Loose        | Borussia Dortmund   |          |
| C        | Eddy Malura       | Union Solingen      |          |
| C        | Günter Schlipper  | Speldorf            |          |
| C        | Rini van Roon     | Lierse              |          |

| Cessioni | Cessioni          | Cessioni             | Cessioni |
| R.       | Nome              | a                    | Modalità |
| -------- | ----------------- | -------------------- | -------- |
| C        | Anthony Baffoe    | Kickers Stoccarda    |          |
| D        | Michael Brocker   | Hamborn 07           |          |
| D        | Norbert Dörmann   | Alemannia Aquisgrana |          |
| A        | Dietmar Fritzsche | Karlslunds IF        |          |
| D        | Lars Pedersen     | Odense               |          |
| C        | Theo Schneider    | Saarbrücken          |          |
| P        | Óscar Wirth       | Real Valladolid      |          |

### Sessione invernale
| Acquisti | Acquisti | Acquisti | Acquisti |
| R.       | Nome     | da       | Modalità |
| -------- | -------- | -------- | -------- |

| Cessioni | Cessioni | Cessioni | Cessioni |
| R.       | Nome     | a        | Modalità |
| -------- | -------- | -------- | -------- |

## Risultati

### 2. Bundesliga

#### Girone di andata
| Arbitro: | Werner |

|                              |           |  |
| Abramczik 42’ Baranowski 78’ | Marcatori |  |

| Arbitro: | Wittke |

|                                                         |           |                                     |
| Steininger 13’ Römer 49’, 72’ (rig.) Linden 69’ Dum 90’ | Marcatori | 21’ Gorka 32’ Krella 39’ Krstičević |

| Arbitro: | Bodmer |

|              |           |                        |
| van Roon 37’ | Marcatori | 59’ Surmann 68’ Thomas |

| Arbitro: | Wiesel |

|                                            |           |                       |
| Harforth 13’ (rig.) Glesius 38’ Keller 68’ | Marcatori | 14’ Loose 90’ Eickels |

| Arbitro: | Zimmermann |

|               |           |  |
| Abramczik 89’ | Marcatori |  |

| Arbitro: | Fux |

|                               |           |                                             |
| Rolshausen 20’ Ali-Doosti 51’ | Marcatori | 11’, 67’ van Roon 71’ Krella 83’ Krstičević |

| Arbitro: | Gochermann |

|  |           |                    |
|  | Marcatori | 8’ Linz 52’ Marmon |

| Arbitro: | Reinstädtler |

|               |           |  |
| Kurtenbach 1’ | Marcatori |  |

| Arbitro: | Kasper |

|                                      |           |               |
| Zander 44’, 59’ Gerber 51’, 74’, 90’ | Marcatori | 8’ Baranowski |

| Arbitro: | Harder |

|                |           |            |
| Baranowski 18’ | Marcatori | 72’ Kohnle |

| Arbitro: | Kröger |

|  |           |                           |
|  | Marcatori | 28’ Baranowski 76’ Krella |

| Arbitro: | Malbranc |

|                     |           |  |
| Baranowski 55’, 66’ | Marcatori |  |

| Arbitro: | Gangkofer |

|                     |           |                                             |
| Tschiskale 23’, 67’ | Marcatori | 36’ (rig.), 83’ (rig.) Gothe 74’ Krstičević |

| Arbitro: | Eli |

|           |           |  |
| Loose 75’ | Marcatori |  |

| Arbitro: | Brehm |

|                  |           |                |
| Sané 73’ Löw 89’ | Marcatori | 55’ Baranowski |

| Arbitro: | Müller |

|               |           |  |
| Baranowski 7’ | Marcatori |  |

| Arbitro: | Retzmann |

|                                         |           |             |
| Gerstner 3’ Golombek 63’, 87’ Sagel 85’ | Marcatori | 22’ Bittorf |

| Oberhausen 29 novembre 1986, ore 15:00 CET 18ª giornata | RW Oberhausen | 0 – 0 referto | Vikt. Aschaffenburg | Niederrheinstadion (2 000 spett.)\| Arbitro: \| Steinborn \| |
| Arbitro:                                                | Steinborn     |               |                     |                                                              |

| Arbitro: | Heitmann |

|                          |           |                        |
| Sánchez 83’ Labbadia 85’ | Marcatori | 23’ Bressem 35’ Malura |

#### Girone di ritorno
| Arbitro: | Steinborn |

|                                                   |           |            |
| Stichler 56’ Heitkamp 72’ (rig.) Gothe 90’ (aut.) | Marcatori | 60’ Krella |

| Oberhausen 14 febbraio 1987, ore 19:00 CET 21ª giornata | RW Oberhausen | 0 – 0 referto | Union Solingen | Niederrheinstadion (1 500 spett.)\| Arbitro: \| Föckler \| |
| Arbitro:                                                | Föckler       |               |                |                                                            |

| Arbitro: | Fux |

|                   |           |  |
| Giesel 88’ (rig.) | Marcatori |  |

| Arbitro: | Reinstädtler |

|            |           |                                  |
| Krella 26’ | Marcatori | 41’, 90’ Harforth 53’ Schütterle |

| Arbitro: | Gangkofer |

|                |           |                |
| Kruszyński 68’ | Marcatori | 16’ Baranowski |

| Arbitro: | Kautschor |

|                                                                              |           |          |
| Baranowski 18’ Gothe 29’ Hartmann 43’ (aut.) Krella 50’, 81’ Pickenäcker 75’ | Marcatori | 5’ Augst |

| Arbitro: | Bodmer |

|                                 |           |                |
| Linz 16’ (rig.) Kalkbrenner 20’ | Marcatori | 21’ Baranowski |

| Arbitro: | Barnick |

|                                    |           |  |
| Eickels 23’ Bittorf 33’ Krella 72’ | Marcatori |  |

| Arbitro: | Rubel |

|  |           |          |
|  | Marcatori | 9’ Golke |

| Arbitro: | Birlenbach |

|                                                               |           |                        |
| Spies 13’, 15’ Kohnle 20’ (rig.) Bittorf 26’ (aut.) Rudić 54’ | Marcatori | 72’ Abel 80’ Abramczik |

| Arbitro: | Diekert |

|  |           |           |
|  | Marcatori | 90’ Drube |

| Colonia 2 maggio 1987, ore 15:00 CEST 31ª giornata | Fortuna Colonia | 0 – 0 referto | RW Oberhausen | Südstadion (1 500 spett.)\| Arbitro: \| Löwer \| |
| Arbitro:                                           | Löwer           |               |               |                                                  |

| Arbitro: | Correll |

|                                   |           |  |
| Andersen 8’ Gothe 18’ (rig.), 32’ | Marcatori |  |

| Arbitro: | Retzmann |

|                           |           |                  |
| Posipal 51’ Buckmaier 77’ | Marcatori | 81’ (rig.) Gothe |

| Arbitro: | Bruch |

|                         |           |  |
| Eickels 6’ Andersen 87’ | Marcatori |  |

| Arbitro: | Rubel |

|                    |           |           |
| Olck 39’ Gries 77’ | Marcatori | 68’ Loose |

| Oberhausen 6 giugno 1987, ore 15:00 CEST 36ª giornata | RW Oberhausen | 0 – 0 referto | Arminia Bielefeld | Niederrheinstadion (1 500 spett.)\| Arbitro: \| Kröger \| |
| Arbitro:                                              | Kröger        |               |                   |                                                           |

| Arbitro: | Reinstädtler |

|            |           |                          |
| Knecht 82’ | Marcatori | 59’ Schlipper 67’ Krella |

| Arbitro: | Osmers |

|  |           |          |
|  | Marcatori | 87’ Kuhl |

### Coppa di Germania
| Arbitro: | Osmers |

|              |           |                          |
| van Roon 75’ | Marcatori | 23’, 90’ Dickel 34’ Zorc |

## Statistiche

### Statistiche di squadra
| Competizione      | Punti | In casa | In casa | In casa | In casa | In casa | In casa | In trasferta | In trasferta | In trasferta | In trasferta | In trasferta | In trasferta | Totale | Totale | Totale | Totale | Totale | Totale | DR |
| Competizione      | Punti | G       | V       | N       | P       | Gf      | Gs      | G            | V            | N            | P            | Gf           | Gs           | G      | V      | N      | P      | Gf     | Gs     | DR |
| ----------------- | ----- | ------- | ------- | ------- | ------- | ------- | ------- | ------------ | ------------ | ------------ | ------------ | ------------ | ------------ | ------ | ------ | ------ | ------ | ------ | ------ | -- |
| 2. Bundesliga     | 33    | 19      | 9       | 4       | 6       | 24      | 12      | 19           | 4            | 3            | 12           | 28           | 43           | 38     | 13     | 7      | 18     | 52     | 55     | -3 |
| Coppa di Germania | -     | 1       | 0       | 0       | 1       | 1       | 3       | 0            | 0            | 0            | 0            | 0            | 0            | 1      | 0      | 0      | 1      | 1      | 3      | -2 |
| Totale            | 33    | 20      | 9       | 4       | 7       | 25      | 15      | 19           | 4            | 3            | 12           | 28           | 43           | 39     | 13     | 7      | 19     | 53     | 58     | -5 |

### Andamento in campionato
| Giornata  | 1 | 2  | 3  | 4  | 5  | 6 | 7  | 8  | 9  | 10 | 11 | 12 | 13 | 14 | 15 | 16 | 17 | 18 | 19 | 20 | 21 | 22 | 23 | 24 | 25 | 26 | 27 | 28 | 29 | 30 | 31 | 32 | 33 | 34 | 35 | 36 | 37 | 38 |
| --------- | - | -- | -- | -- | -- | - | -- | -- | -- | -- | -- | -- | -- | -- | -- | -- | -- | -- | -- | -- | -- | -- | -- | -- | -- | -- | -- | -- | -- | -- | -- | -- | -- | -- | -- | -- | -- | -- |
| Luogo     | C | T  | C  | T  | C  | T | C  | T  | T  | C  | T  | C  | T  | C  | T  | C  | T  | C  | T  | T  | C  | T  | C  | T  | C  | T  | C  | C  | T  | C  | T  | C  | T  | C  | T  | C  | T  | C  |
| Risultato | V | P  | P  | P  | V  | V | P  | P  | P  | N  | V  | V  | V  | V  | P  | V  | P  | N  | N  | P  | N  | P  | P  | N  | V  | P  | V  | P  | P  | P  | N  | V  | P  | V  | P  | N  | V  | P  |
| Posizione | 4 | 11 | 14 | 17 | 14 | 9 | 14 | 17 | 17 | 17 | 14 | 13 | 11 | 9  | 12 | 10 | 11 | 10 | 10 | 12 | 12 | 13 | 14 | 13 | 13 | 13 | 13 | 13 | 13 | 14 | 15 | 13 | 16 | 15 | 16 | 16 | 14 | 16 |

Legenda:

Luogo: C = Casa; T = Trasferta. Risultato: V = Vittoria; N = Pareggio; P = Sconfitta.

### Statistiche dei giocatori
| Giocatore      | 2. Bundesliga | 2. Bundesliga | 2. Bundesliga | 2. Bundesliga | Coppa di Germania | Coppa di Germania | Coppa di Germania | Coppa di Germania | Totale   | Totale | Totale      | Totale     |
| Giocatore      | Presenze      | Reti          | Ammonizioni   | Espulsioni    | Presenze          | Reti              | Ammonizioni       | Espulsioni        | Presenze | Reti   | Ammonizioni | Espulsioni |
| -------------- | ------------- | ------------- | ------------- | ------------- | ----------------- | ----------------- | ----------------- | ----------------- | -------- | ------ | ----------- | ---------- |
| G. Abel        | 17            | 1             | 3             | 1             | 0                 | 0                 | 0                 | 0                 | 17       | 1      | 3           | 1          |
| R. Abramczik   | 23            | 3             | 1             | 0             | 1                 | 0                 | 0                 | 0                 | 24       | 3      | 1           | 0          |
| J. Andersen    | 11            | 2             | 0             | 0             | 0                 | 0                 | 0                 | 0                 | 11       | 2      | 0           | 0          |
| M. Baranowski  | 34            | 11            | 4             | 0             | 0                 | 0                 | 0                 | 0                 | 34       | 11     | 4           | 0          |
| U. Bittorf     | 33            | 2             | 8             | 1             | 1                 | 0                 | 1                 | 0                 | 34       | 2      | 9           | 1          |
| B. Bressem     | 22            | 1             | 1             | 0             | 0                 | 0                 | 0                 | 0                 | 22       | 1      | 1           | 0          |
| D. Dannenberg  | 2             | 0             | 0             | 0             | 0                 | 0                 | 0                 | 0                 | 2        | 0      | 0           | 0          |
| M. Dubski      | 28            | 0             | 4             | 0             | 1                 | 0                 | 0                 | 0                 | 29       | 0      | 4           | 0          |
| K. Eickels     | 33            | 3             | 4             | 0             | 1                 | 0                 | 1                 | 0                 | 34       | 3      | 5           | 0          |
| H. Gorka       | 32            | 1             | 7             | 0             | 1                 | 0                 | 0                 | 0                 | 33       | 1      | 7           | 0          |
| F. Gothe       | 33            | 6             | 4             | 0             | 1                 | 0                 | 0                 | 0                 | 34       | 6      | 4           | 0          |
| U. Haas        | 3             | 0             | 0             | 0             | 0                 | 0                 | 0                 | 0                 | 3        | 0      | 0           | 0          |
| R. Hörstgen    | 0             | 0             | 0             | 0             | 0                 | 0                 | 0                 | 0                 | 0        | 0      | 0           | 0          |
| K. Kowarz      | 38            | 0             | 1             | 0             | 1                 | 0                 | 0                 | 0                 | 39       | 0      | 1           | 0          |
| D. Krella      | 36            | 9             | 4             | 0             | 1                 | 0                 | 0                 | 0                 | 37       | 9      | 4           | 0          |
| M. Krstičević  | 18            | 3             | 5             | 0             | 1                 | 0                 | 0                 | 0                 | 19       | 3      | 5           | 0          |
| R. Loose       | 34            | 3             | 8             | 0             | 1                 | 0                 | 0                 | 0                 | 35       | 3      | 8           | 0          |
| E. Malura      | 31            | 1             | 3             | 1             | 1                 | 0                 | 0                 | 0                 | 32       | 1      | 3           | 1          |
| M. Moto        | 3             | 0             | 0             | 0             | 0                 | 0                 | 0                 | 0                 | 3        | 0      | 0           | 0          |
| I. Pickenäcker | 23            | 1             | 5             | 1             | 1                 | 0                 | 1                 | 0                 | 24       | 1      | 6           | 1          |
| I. Putz        | 1             | 0             | 0             | 0             | 0                 | 0                 | 0                 | 0                 | 1        | 0      | 0           | 0          |
| G. Schlipper   | 13            | 1             | 1             | 0             | 0                 | 0                 | 0                 | 0                 | 13       | 1      | 1           | 0          |
| R. van Roon    | 11            | 3             | 2             | 0             | 1                 | 1                 | 0                 | 0                 | 12       | 4      | 2           | 0          |